# HD10221
HD10221 — хімічно пекулярна зоря спектрального класу A0, що має  видиму зоряну величину в смузі V приблизно  5,6.
Вона  розташована на відстані близько 444,4 світлових років від Сонця.

## Фізичні характеристики
Зоря HD10221 обертається 
порівняно повільно 
навколо своєї осі. Проєкція її екваторіальної швидкості на промінь зору становить  Vsin(i)= 18 км/сек.
Телескоп Гіппаркос зареєстрував  фотометричну змінність  даної зорі з періодом    3,15 доби в межах від  Hmin= 5,57 до  Hmax= 5,53.

## Пекулярний хімічний вміст
Зоряна атмосфера HD10221 має підвищений вміст 
Si
.

## Магнітне поле
Спектр даної зорі вказує на наявність магнітного поля у її зоряній атмосфері.
Напруженість повздовжної компоненти поля оціненої з аналізу
крил ліній Бальмера
становить  242,3± 349,9 Гаус.